# Santiago Urtizberea
Santiago Urtizberea Oñatibia detto Santi (Irun, 25 luglio 1909 – Saint-Jean-de-Luz, 18 gennaio 1985) è stato un calciatore e allenatore di calcio spagnolo.

## Carriera
In attività giocava nel ruolo di attaccante. Era soprannominato il Toro di Gipuzkoa.

## Palmarès

### Giocatore
- Coppa di Francia: 1

Bordeaux: 1940-1941